# Урани Румбо
Урани Румбо (на албански: Urani Rumbo) е албанска писателка, феминистка, учителка и драматург.
Основава организации, борещи се за правата на албанските жени, най-важната от които е Lidhja e Gruas (Женски съюз) – сред първите известни феминистки организации в Албания.

## Biography
Родена е в село Стегопул, близо до Аргирокастро в Южна Албания през декември 1895 г. Баща ѝ Спиро Румбо е учител в близките села, а майка ѝ Атина е домакиня. Тя има 3 братя – Корнил, Танас и Димитер Румбо, и сестра Емили, която е учителка като баща им. Урани получава първоначално образование и завършва шести клас в училището във Филитес, където баща ѝ работи като учител. Урани се запознава с произведенията на известни албански фолклористи и писатели. Може да пише добре на албански и на гръцки езици и от 15-годишна започва да преподава албанска литература. От 1910 г. посещава гимназия в Янина, но образованието ѝ е прекъснато от избухването на Балканските войни. По време на войната тя научава италиански и френски език.
От 1916 до 1917 г. работи в Доксат, градче в Южна Албания, като учителка по албанска литература. Там тя продължава да разпространява употребата на албански език. Между 1917 и 1918 г. преподава в Мингул и Лунджъри, а от 1919 г. преподава в училището „Де Рада“ в Аргирокастро. През 1919 г. започва инициатива за намаляване на неграмотността на жените и срещу традицията, ограничаваща жените до конкретни области на домакинството. На следващата година отваря училището „Кото Ходжи“, наречено на Кото Ходжи – албански народен будител и радетел за употреба на албански език. Училището „Кото Ходжи“ е било петкласно училище за момичета от региона на Аргирокастро и от други региони в Албания. Няколко години по-късно Урани става директор на училището.
В периода на демократичното движение в Албания от 1921 до 1924 г. Румбо публикува в местните вестници „Демокрация“ и „Дрита“ статии за проблемите, пред които се изправят албанските жени, особено по отношение на образованието. По същото време започва да обучава жени на шиене, бродиране, земеделие, музика и градинарство. Освен това пише и режисира театрални пиеси и училищни представления, за да окуражава момичетата да участват в обществения живот.
На 23 ноември 1920 г. Урани заедно с Хашибе Харшова, Наджие Ходжа и Джемиле Балили основава в Аргирокастро Lidhja e Gruas – сред най-важните феминистки организации в Албания, която насърчава женската еманципация. Публикуват декларация във вестник Drita, протестирайки срещу социалните условия и дискриминация срещу жените. През 1923 г. Урани Румбо започва кампания заедно с други жени за правата на момичетата да посещават лицея в Аргирокастро, който посещават и момчетата.
На 25 юли 1924 г. Румбо основава феминистката организация Përmirësimi („Подобрение“). Тя организира образователни курсове за жени от различни социални групи. На 4 юли 1930 г. Румбо е обвинена от властите в окуражаване на ученичките от училището „Кото Ходжи“ да играят в театрални пиеси. Тя отговаря със статия във вестник „Демокрация“, в която определя обвиненията като абсурдни. Въпреки че е подкрепяна от общественото мнение в Албания, Министерството на образованието я прехвърля във Вльора, където работи до смъртта си на 26 март 1936 г.

## Наследство
Има написани 2 биографии на Урани Рамбо. Първата е публикувана през 1977 г. и е озаглавена Урани Румбо: Учителка на хората (Urani Rumbo: Mësuese e Popullit). Втората е публикувана през 2008 г. и е озаглавена Урани Румбо: Известната работничка в албанското училище (Urani Rumbo punëtore e shquar e shkollës shqiptare).
На 1 март 1961 г. Урани Румбо е наградена посмъртно с медала „Народен учител“ (Mësuese e Popullit). Днес училище в Аргирокастро е наименувано на нейно име.